# Ruta Nacional 51
Die Ruta Nacional 51 ist eine argentinische Fernstraße, die von der Provinzhauptstadt Salta in Richtung Westen bis zur Staatsgrenze des Nachbarlandes Chile am Sico-Pass führt.

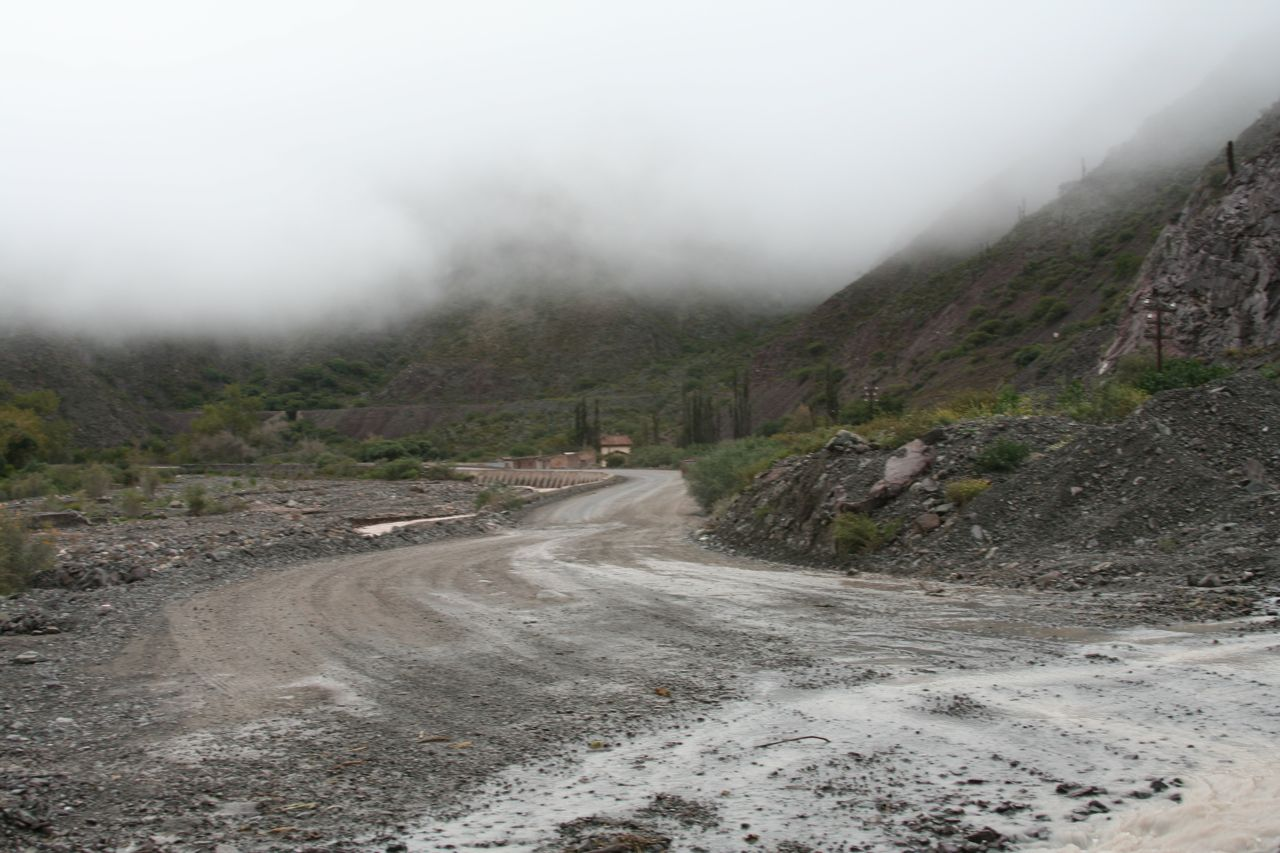
Ruta Nacional 51 nahe Chorrillos

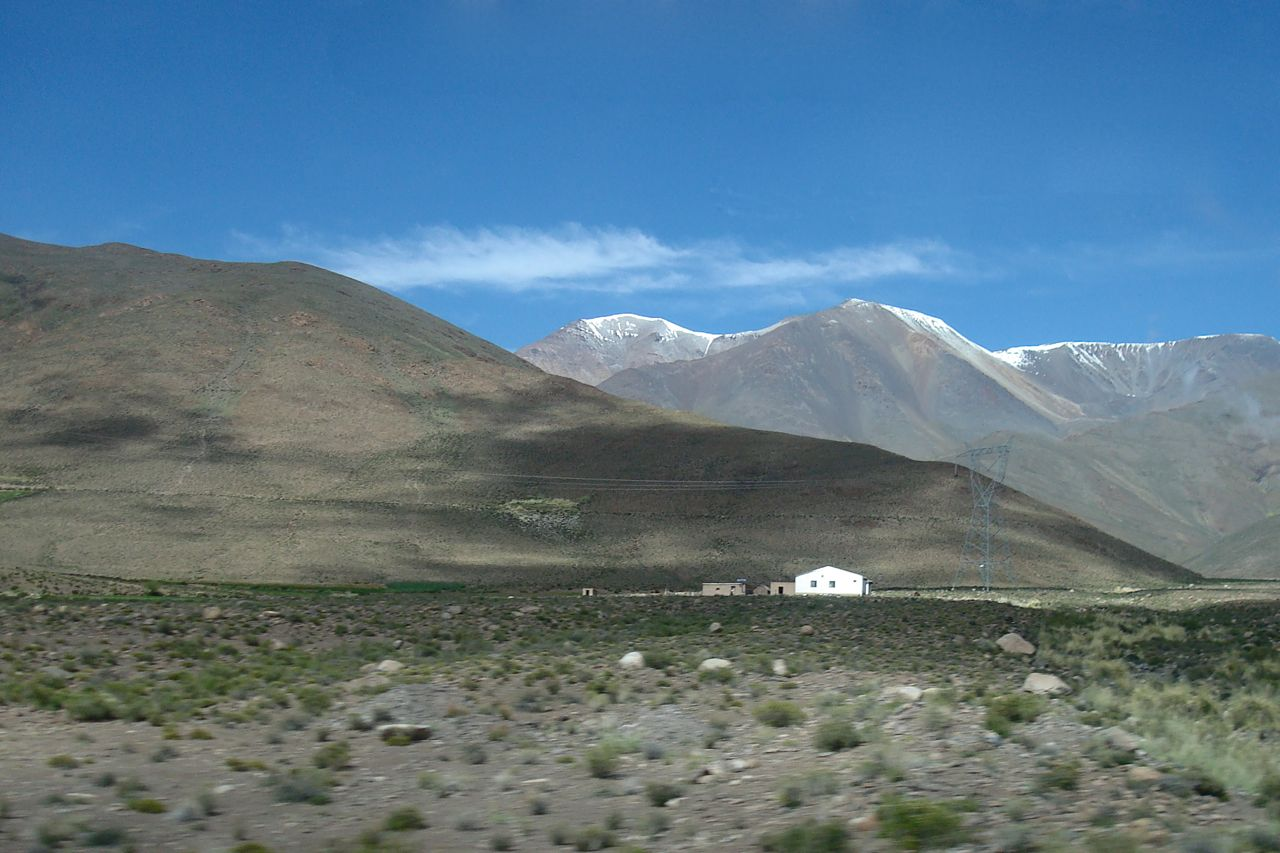
Ruta Nacional 51 nahe San Antonio de los Cobres

## Verlauf
Teilweise verläuft die 262 Kilometer lange Strecke parallel zur Eisenbahnstrecke Ramal C-14 (tren a las nubes), in Chile setzt sie sich als Ruta Nacional 23 in Richtung San Pedro de Atacama und Calama fort.
Die Straße verlässt hinter Campo Quijano das Valle de Lerma und führt entlang zahlreicher Weiler (wie Santa Rosa de Tastil) nach Los Patos, wo sie sich mit der Ruta Nacional 40 (Argentinien) vereinigt. Nach weiteren 11 Kilometern wird die Stadt San Antonio de los Cobres erreicht. Von hier aus führt sie entlang der Grenze zwischen den Provinzen Salta und Jujuy vorbei an einigen Geisterstädten in nordwestlicher Richtung zum Paso Sico (4082 m).